# 5-HT4-рецептор
5-HT₄-рецептор — один из подтипов серотониновых рецепторов. Он является метаботропным G-белок-связанным рецептором. Его стимуляция повышает продукцию циклического АМФ в клетке. Его эндогенным лигандом, как и для других типов серотониновых рецепторов, является нейромедиатор серотонин. У человека этот рецепторный белок кодируется геном HTR4. Продуктом этого гена является гликозилированный трансмембранный рецепторный белок, который обнаруживается как в периферических тканях, так и в центральной нервной системе и который модулирует и регулирует высвобождение различных нейромедиаторов. Этот белок имеет несколько вариантов транскрипции (изоформ) с различными C-терминальными окончаниями, однако по состоянию на начало 2014 года ещё не все варианты транскрипции данного гена полностью изучены и охарактеризованы.

## Распределение в организме
Серотониновые рецепторы подтипа 5-HT₄ обнаружены в пищеварительном тракте, мочевом пузыре, сердечной мышце и надпочечниках, а также в центральной нервной системе (ЦНС).
В ЦНС этот подтип рецепторов обнаруживается в области путамена, каудального ядра, бледного шара, чёрной субстанции, и, в меньших количествах, в неокортексе, таламусе, понтинном ядре. Рецепторы этого подтипа не были обнаружены в мозжечке.

## Изоформы
Интернализация 5-HT₄-рецепторов имеет изоформенную специфичность.

## Физиология и фармакология
Серотониновые рецепторы подтипа 5-HT₄ играют роль в регуляции процессов памяти, в регуляции аппетита, функции желудочно-кишечного тракта, настроения.
Стимуляция 5-HT₄-рецепторов желудочно-кишечного тракта оказывает противорвотное действие, устраняет гастроэзофагеальный рефлюкс, запоры, ускоряет опорожнение желудка и кишечника, способствует нормализации перистальтики ЖКТ, устранению вздутия, болей, спазмов при синдроме раздражённого кишечника, рефлюксной болезни, гастрите, эзофагите, язве желудка и 12-перстной кишки. Помимо этого, наблюдается также противовоспалительное действие на ЖКТ и стимуляция нейрогенеза в нём. Это обуславливает клиническое применение известных на сегодня 5-HT₄-агонистов в качестве прокинетиков (промоториков) и противорвотных средств при синдроме раздражённого кишечника, тошноте, рвоте, гастроэзофагеальной рефлюксной болезни, хронических запорах, гастрите, эзофагите, язвенной болезни желудка и 12-перстной кишки, воспалительных заболеваниях кишечника.
Также агонисты 5-HT₄ в эксперименте способны стимулировать дыхание, предотвращать ночные апноэ, предотвращать или уменьшать вызываемую опиоидами депрессию дыхания, не уменьшая при этом их анальгетическое действие. Однако клинического применения это пока не нашло.
В опытах на крысах показано, что один из ключевых симптомов большой депрессии — а именно ангедония (пониженная способность испытывать удовольствие), а не такие симптомы, как снижение поведенческой активности или чувство отчаяния и безнадёжности, связано с уменьшением количества 5-HT₄-рецепторов в гиппокампе
Стимуляция 5-HT₄-рецепторов ЦНС при помощи агонистов или парциальных агонистов оказывает быстро наступающее антидепрессивное и анксиолитическое (противотревожное) действие. При этом антидепрессивный и анксиолитический эффект 5-HT₄-агонистов наступает быстрее, чем антидепрессивный и анксиолитический эффект современных антидепрессантов, таких, как СИОЗС флуоксетин, и не связан со стимулированием нейрогенеза в гиппокампе (не требует для своего развития активации процессов нейрогенеза в гиппокампе, то есть работает и при их блокировке). Возможно, что стимуляция 5-HT₄-рецепторов за счёт повышения уровня серотонина в синапсах мозга частично обуславливает антидепрессивный и анксиолитический эффект ряда современных антидепрессантов, таких, как СИОЗС, а также их влияние на нейрогенез и нейропластичность. Также возможно, что специфические агонисты или парциальные агонисты 5-HT₄-рецепторов окажутся перспективными новыми быстродействующими антидепрессантами
Показано также положительное влияние агонистов 5-HT₄-рецепторов на нейропластические процессы.
Стимуляция 5-HT₄-рецепторов оказывает положительное воздействие на когнитивную функцию, в частности на память и процессы обучения, и способствует устранению когнитивных нарушений у больных шизофренией
Стимуляция 5-HT₄-рецепторов способствует повышению уровня дофамина в ЦНС, однако в настоящее время нет данных о том, что 5-HT₄-рецепторы вовлечены в регуляцию дофаминергической активности в ЦНС. Теоретически стимуляция 5-HT₄-рецепторов через про-дофаминергическое действие должна способствовать улучшению либидо, энергии, мотивации, способности испытывать радость и удовольствие, а также снижать вероятность экстрапирамидных побочных явлений.
Агонисты 5-HT₄ рассматриваются как перспективные новые антидепрессанты.
Показано, что 5-HT₄-рецепторы подвергаются даунрегуляции (десенситизации) при хроническом назначении антидепрессанта пароксетина. Кроме того, их количество изначально понижено у крыс, обладающих врождённой предрасположенностью к депрессиям.
И напротив, антагонисты 5-HT₄-рецепторов, такие, как пибосерод, оказывают положительное действие при фибрилляции предсердий и при сердечной недостаточности.

## Эндокринные эффекты
Стимуляция центральных 5-HT₄-рецепторов приводит к повышению концентрации КРФ и АКТГ и как следствие кортизола, а также вазопрессина, окситоцина. Однако, судя по всему, 5-HT₄-рецепторы играют сравнительно малую роль в регуляции секреции этих гормонов, по сравнению с 5-HT2A и 5-HT2C. Агонисты 5-HT₄-рецепторов не изменяют уровни КРФ, АКТГ, кортизола, вазопрессина и окситоцина у здоровых лиц.
Стимуляция 5-HT₄-рецепторов коры надпочечников приводит к увеличению концентрации альдостерона в крови.
Стимуляция 5-HT₄-рецепторов (например, метоклопрамидом, сульпиридом, цисапридом) также вызывает увеличение секреции катехоламинов мозговым слоем надпочечников и периферическими нервными тканями, и особенно — опухолевыми клетками феохромоцитомы, что может привести к опасному гипертензивному кризу у больных феохромоцитомой или у принимающих ингибиторы МАО. Это настолько специфично, что тест с сульпиридом или с метоклопрамидом даже используется для диагностики феохромоцитомы.
Ткань кортизол-продуцирующих аденом коры надпочечников или ткань гиперплазированных надпочечников нередко проявляет гиперэкспрессию 5-HT₄-рецепторов или их повышенную (аберрантную) чувствительность, вследствие чего у таких больных повышен ответ кортизола на стимуляцию метоклопрамидом или цисапридом. В норме 5-HT₄-агонисты почти не влияют на уровень кортизола в крови.
Способность сульпирида через стимуляцию 5-HT₄-рецепторов и блокаду «тормозных» пресинаптических D₂-рецепторов увеличивать секрецию катехоламинов мозговым слоем надпочечников и периферической нервной тканью, наряду с такими его свойствами, как способность блокировать сосудорасширяющее действие дофамина и вызываемый дофамином диурез и натрийурез, способность повышать секрецию альдостерона и слегка повышать артериальное давление — делает его весьма удобным для лечения больных с наклонностью к ортостатической гипотензии, к вазовагальным обморокам, коллаптоидным состояниям и др.

## Связь с психическими заболеваниями
Пониженная плотность 5-HT₄-рецепторов в стриатуме коррелирует с семейным риском заболевания большой депрессией. Это тем более интересно, что 5-HT₄-рецептор недавно идентифицирован как одна из потенциальных мишеней действия существующих антидепрессантов и перспективная мишень для разработки новых.

## Лиганды
В последние десятилетия некоторые лекарства, являющиеся агонистами 5-HT₄-рецепторов, вошли как в научные исследования, так и в клиническую практику. Основным их применением является использование их в качестве противорвотных средств (антиэметиков) и промоториков (или, иначе, прокинетиков) — средств, стимулирующих моторную функцию желудочно-кишечного тракта. Многие из этих 5-HT₄-агонистов (например, цисаприд, мосаприд, метоклопрамид, рензаприд, закоприд, прукалоприд, сульпирид) являются также активными 5-HT₃-антагонистами и/или антагонистами дофаминовых D₂-рецепторов, что отчасти тоже обуславливает их противорвотную и прокинетическую активность. Поэтому эти соединения не могут считаться селективными 5-HT₄-агонистами. Исследования в этой области продолжаются.
Соединение, названное SB-207,145, меченое радиоактивным 11C (углеродом-11), используется в качестве радиолиганда для 5-HT₄-рецепторов при ПЭТ у свиней
и у человека.

### Агонисты
- BIMU-8
- Цисаприд
- CJ-033,466 — парциальный агонист
- ML-10302[32]
- Мосаприд
- Прукалоприд
- Рензаприд
- RS-67506
- RS-67333 — парциальный агонист
- SL65.0155 — парциальный агонист
- Тегасерод
- Закоприд
- Вералиприд
- Сульпирид[33][34]

### Антагонисты
- Пибосерод
- GR-113,808 (1-метил-1H-индол-3-карбоксиловая кислота, [1-[2-[(метилсульфонил)амино]этил]-4-пиперидинил]метиловый эфир)[35]
- GR-125,487
- RS-39604 (1-[4-амино-5-хлоро-2-(3,5-диметоксифенил)метилокси]-3-[1-[2-метилсульфониламино]пиперидин-4-ил]пропан-1-он)
- SB-203,186
- SB-204,070
- ([метокси-11C]1-бутилпиперидин-4-ил)метил 4-амино-3-метоксибензоат[36]
- Спиртовой экстракт ромашки[37]

## Для дополнительного чтения
- Licht CL, 2009, Changes in the 5-HT4 receptor in animal models of depression and antidepressant treatment, PhD thesis, University of Copenhagen.
- Ullmer C., Schmuck K., Kalkman H.O., Lübbert H. Expression of serotonin receptor mRNAs in blood vessels (англ.) // FEBS Letters[англ.] : journal. — 1995. — Vol. 370, no. 3. — P. 215—221. — doi:10.1016/0014-5793(95)00828-W. — PMID 7656980.
- Blondel O., Vandecasteele G., Gastineau M., et al. Molecular and functional characterization of a 5-HT4 receptor cloned from human atrium (англ.) // FEBS Letters[англ.] : journal. — 1997. — Vol. 412, no. 3. — P. 465—474. — doi:10.1016/S0014-5793(97)00820-X. — PMID 9276448.
- Van den Wyngaert I., Gommeren W., Verhasselt P., et al. Cloning and expression of a human serotonin 5-HT4 receptor cDNA (англ.) // Journal of Neurochemistry[англ.] : journal. — 1997. — Vol. 69, no. 5. — P. 1810—1819. — doi:10.1046/j.1471-4159.1997.69051810.x. — PMID 9349523.
- Claeysen S., Faye P., Sebben M., et al. Cloning and expression of human 5-HT4S receptors. Effect of receptor density on their coupling to adenylyl cyclase (англ.) // NeuroReport[англ.] : journal. — 1997. — Vol. 8, no. 15. — P. 3189—3196. — doi:10.1097/00001756-199710200-00002. — PMID 9351641.
- Blondel O., Gastineau M., Dahmoune Y., et al. Cloning, expression, and pharmacology of four human 5-hydroxytryptamine 4 receptor isoforms produced by alternative splicing in the carboxyl terminus (англ.) // Journal of Neurochemistry[англ.] : journal. — 1998. — Vol. 70, no. 6. — P. 2252—2261. — doi:10.1046/j.1471-4159.1998.70062252.x. — PMID 9603189.
- Cichon S., Kesper K., Propping P., Nöthen M.M. Assignment of the human serotonin 4 receptor gene (HTR4) to the long arm of chromosome 5 (5q31-q33) (англ.) // Molecular Membrane Biology[англ.] : journal. — 1998. — Vol. 15, no. 2. — P. 75—8. — doi:10.3109/09687689809027521. — PMID 9724925.
- Claeysen S., Sebben M., Becamel C., et al. Novel brain-specific 5-HT4 receptor splice variants show marked constitutive activity: role of the C-terminal intracellular domain (англ.) // Molecular Pharmacology[англ.] : journal. — 1999. — Vol. 55, no. 5. — P. 910—920. — PMID 10220570.
- Bender E., Pindon A., van Oers I., et al. Structure of the human serotonin 5-HT4 receptor gene and cloning of a novel 5-HT4 splice variant (англ.) // Journal of Neurochemistry[англ.] : journal. — 2000. — Vol. 74, no. 2. — P. 478—489. — doi:10.1046/j.1471-4159.2000.740478.x. — PMID 10646498.
- Mialet J., Berque-Bestel I., Eftekhari P., et al. Isolation of the serotoninergic 5-HT4(e) receptor from human heart and comparative analysis of its pharmacological profile in C6-glial and CHO cell lines (англ.) // British Journal of Pharmacology[англ.] : journal. — 2000. — Vol. 129, no. 4. — P. 771—781. — doi:10.1038/sj.bjp.0703101. — PMID 10683202. — PMC 1571890.
- Bach T., Syversveen T., Kvingedal A.M., et al. 5HT4(a) and 5-HT4(b) receptors have nearly identical pharmacology and are both expressed in human atrium and ventricle (англ.) // Naunyn-Schmiedeberg's Archives of Pharmacology[англ.] : journal. — 2001. — Vol. 363, no. 2. — P. 146—160. — doi:10.1007/s002100000299. — PMID 11218067.
- Medhurst A.D., Lezoualc'h F., Fischmeister R., et al. Quantitative mRNA analysis of five C-terminal splice variants of the human 5-HT4 receptor in the central nervous system by TaqMan real time RT-PCR (англ.) // Molecular Brain Research[англ.] : journal. — 2001. — Vol. 90, no. 2. — P. 125—134. — doi:10.1016/S0169-328X(01)00095-X. — PMID 11406291.
- Hiroi T., Hayashi-Kobayashi N., Nagumo S., et al. Identification and characterization of the human serotonin-4 receptor gene promoter (англ.) // Biochemical and Biophysical Research Communications : journal. — 2002. — Vol. 289, no. 2. — P. 337—344. — doi:10.1006/bbrc.2001.5979. — PMID 11716477.
- Vilaró M.T., Doménech T., Palacios J.M., Mengod G. Cloning and characterization of a novel human 5-HT4 receptor variant that lacks the alternatively spliced carboxy terminal exon. RT-PCR distribution in human brain and periphery of multiple 5-HT4 receptor variants (англ.) // Neuropharmacology : journal. — 2002. — Vol. 42, no. 1. — P. 60—73. — doi:10.1016/S0028-3908(01)00154-X. — PMID 11750916.
- López-Rodríguez M.L., Murcia M., Benhamú B., et al. Computational model of the complex between GR113808 and the 5-HT4 receptor guided by site-directed mutagenesis and the crystal structure of rhodopsin (англ.) // J. Comput. Aided Mol. Des. : journal. — 2002. — Vol. 15, no. 11. — P. 1025—1033. — doi:10.1023/A:1014895611874. — PMID 11989623.
- Ohtsuki T., Ishiguro H., Detera-Wadleigh S.D., et al. Association between serotonin 4 receptor gene polymorphisms and bipolar disorder in Japanese case-control samples and the NIMH Genetics Initiative Bipolar Pedigrees (англ.) // Molecular Psychiatry[англ.] : journal. — 2003. — Vol. 7, no. 9. — P. 954—961. — doi:10.1038/sj.mp.4001133. — PMID 12399948.
- Norum J.H., Hart K., Levy F.O. Ras-dependent ERK activation by the human G(s)-coupled serotonin receptors 5-HT4(b) and 5-HT7(a) (англ.) // Journal of Biological Chemistry : journal. — 2003. — Vol. 278, no. 5. — P. 3098—3104. — doi:10.1074/jbc.M206237200. — PMID 12446729.
- Mammalian Gene Collection (MGC) Program Team. Generation and initial analysis of more than 15,000 full-length human and mouse cDNA sequences // Proceedings of the National Academy of Sciences. — 2002. — 11 декабря (т. 99, № 26). — С. 16899—16903. — ISSN 0027-8424. — doi:10.1073/pnas.242603899. [исправить]
- Cartier D., Lihrmann I., Parmentier F., et al. Overexpression of serotonin4 receptors in cisapride-responsive adrenocorticotropin-independent bilateral macronodular adrenal hyperplasia causing Cushing's syndrome (англ.) // The Journal of Clinical Endocrinology and Metabolism[англ.] : journal. — 2003. — Vol. 88, no. 1. — P. 248—254. — doi:10.1210/jc.2002-021107. — PMID 12519861.
- Manzke T., Guenther U., Ponimaskin E.G., et al. 5-HT4(a) receptors avert opioid-induced breathing depression without loss of analgesia (англ.) // Science : journal. — 2003. — Vol. 301, no. 5630. — P. 226—229. — doi:10.1126/science.1084674. — PMID 12855812.